# Esnes-en-Argonne
Esnes-en-Argonne település Franciaországban, Meuse megyében. Lakosainak száma 135 fő (2022. január 1.). Esnes-en-Argonne Avocourt, Béthincourt, Chattancourt, Cumières-le-Mort-Homme, Malancourt és Montzéville községekkel határos.

## Népesség
A település népességének változása:
| Lakosok száma | 157  | 112  | 104  | 125  | 136  | 136  | 136  | 136  | 136  | 135  |
|               | 1968 | 1982 | 1990 | 2006 | 2013 | 2015 | 2017 | 2019 | 2020 | 2022 |